# Optimale Distanz
Optimale Distanz ist ein Begriff der Pädagogik im Zusammenhang mit den Prozessen des sinnerschließenden Lernens.
Der Reformpädagoge Willy Potthoff erläutert die Bedeutung der optimalen Distanz für den Unterricht: „Wenn ein blindes Umherirren und unökonomisches Suchen vermieden werden sollen, muss der Lehrende den Lernenden in methodischer Führung zunächst an den Ort bringen, der zu dem Objekt in einer günstigen Lage liegt und optimale Distanzen ermöglicht. Der Standort muss dem Objekt so nahe sein, dass sich dessen Strukturmerkmale deutlich erkennen lassen; er muss zugleich fern genug sein, dass es in seiner Totalität überschaubar ist. In manchen Fällen werden Nähertreten und Zurücktreten, individuell verschieden, sich ständig abwechseln müssen, wenn Einsichten gelingen sollen.“
Die optimale Distanz darf also nicht mit einer minimalen Distanz verwechselt werden, da bei zu großer Nähe kleinste Barrieren zu großen Hindernissen werden können sowie die Unvoreingenommenheit gegenüber dem Objekt verloren gehen kann.
Zu unterscheiden ist weiterhin zwischen optimaler Distanz einerseits und sensitiver Periode (Maria Montessori) beziehungsweise optimaler Phase (Heinrich Roth) andererseits. „Während optimale Phasen abgewartet werden müssen, dann zu erkennen und zu nützen sind, lassen sich optimale Distanzen nach einer Analyse der in Beziehung zu setzenden Punkte im geistigen Bereich anbahnen und im Rahmen einer anregenden Lernumgebung von dem einzelnen Schüler probierend finden.“